# 浦部法穂
浦部 法穂（うらべ のりほ、1946年2月24日 - ）は、日本の法学者。専門は憲法。神戸大学名誉教授。神戸大学副学長、名古屋大学法科大学院教授等を経て、2009年より弁護士。元日本公法学会理事。愛知県生まれ。

## 略歴

### 学歴
- 1963年　愛知県立旭丘高等学校卒業[1]
- 1968年　東京大学法学部卒業

### 職歴
- 1968年4月 東京大学法学部助手（学士助手）就任
- 1971年7月 神戸大学法学部助教授 就任
- 1981年4月 神戸大学法学部教授 就任
- 2000年4月 神戸大学大学院法学研究科長・法学部長 就任
- 2001年2月 神戸大学副学長 就任
- 2002年 法学館憲法研究所主席客員研究員 就任
- 2004年4月 名古屋大学大学院法学研究科実務法曹養成専攻教授 就任
- 2009年3月 名古屋大学 定年退職
- 2009年4月 弁護士（大阪弁護士会所属、弁護士法人FAS淀屋橋総合法律事務所客員弁護士）
- 2009年4月 法学館憲法研究所顧問 就任

## 著書

### 単著
- 『違憲審査の基準』（勁草書房, 1985年）
- 『憲法』（勁草書房, 1987年／第2版, 1998年）
- 『憲法学教室（1-2）』（日本評論社, 1988年-1991年／新版, 1994年／全訂版, 2000年／全訂第2版,2006年／第3版,2016年）
- 『入門憲法ゼミナール』（実務教育出版, 1994年／改訂版, 2000年）

### 共著
- （樋口陽一・佐藤幸治・中村睦男）『注釈日本国憲法（上・下）』（青林書院新社, 1984年-1988年）
- （大久保史郎・森英樹）『現代憲法講義（2）演習編』（法律文化社, 1989年）
- （野中俊彦）『憲法の解釈（3）統治』（三省堂, 1992年）
- （大久保史郎・森英樹）『現代憲法講義（1）講義編』（法律文化社, 1993年／第2版, 1997年／第3版, 2002年）
- （佐藤幸治・中村睦男）『憲法（1-4）』（青林書院, 1994年-2004年）

### 編著
- 『憲法キーワード』（有斐閣, 1991年）

### 共編著
- （中北龍太郎）『ドキュメント「日本国憲法」』（日本評論社, 1998年）
- （棟居快行・市川正人）『いま、憲法学を問う』（日本評論社, 2001年）

## 見解
我が国の自衛権すら認めないという見解に立ち、次のように述べる。「もともと、『自衛権』論議の出発点は、どこかが攻めてきたらどうするか、である。けれども、日本国憲法の平和主義は、そもそもそういう前提を捨てるところから出発しているのである。まさしく『諸国民に公正と信義に信頼して、我等の安全と生存を保持しようと決意した』(前文)のであって、どこかに悪い奴がいて攻めてくるかもしれないという『不信の構造』を前提にしてはいないのである。そういう国際社会の『不信の構造』を日本が先頭に立って全面的に解消することによって、国民の生命・自由などを守っていこうというのが、日本国憲法の基本的な立場である。だから、どこかが攻めてきたら、というようなことは、日本国憲法は全然予定してはいないのである。そうである以上、そのことを前提とした『自衛権』の有無を論ずることは、憲法の基本的立場に反することである。」（上記「憲法学教室」（日本評論社、2016年）全訂第2版第4刷、421頁より引用)